# Ünal Tosun
Ünal Tosun (* 5. Oktober 1992 in München) ist ein deutscher Fußballspieler.

## Karriere
Tosun spielte in seiner Jugend beim ESV Laim, dem TSV Gilching-Argelsried und dem SC Fürstenfeldbruck. Von dort wechselte er 2009 in die Nachwuchsabteilung der SpVgg Unterhaching. In der Saison 2011/2012 spielte er für die zweite Mannschaft Unterhachings in der Bayernliga, die zweithöchste Spielklasse Bayerns. Sein erstes Spiel bestritt er am 23. Juli beim 0:0 gegen den SC Eltersdorf. Beim 2:2 gegen den TSV Rain/Lech am 30. Juli erzielte er sein erstes Tor in der Liga. Im Sommer 2012 innerhalb der Liga zum FC Unterföhring. Sein erstes Spiel für den Klub machte er beim 1:0-Sieg gegen Schwabmünchen am 1. September 2012. Insgesamt machte er 46 Spiele für den Verein, in denen ihm 19 Tore gelangen.
Im März 2014 wechselte er in die Bayernliga Nord und schloss sich der zweiten Mannschaft SSV Jahn Regensburgs an. Sein Debüt für den Klub gab er am 1. März 2014 bei der 1:3-Niederlage gegen Jahn Forchheim. Im Sommer 2016 wechselte er nach zwei Jahren bei Regensburg zurück in die Bayernliga Süd zum FC Pipinsried. Sein Debüt für den Klub gab er am 27. August 2016 beim 2:0-Sieg gegen Kirchanschöring. Mit dem Klub spielte er eine erfolgreiche  Saison und stieg in die Regionalliga Bayern auf. In der Aufstiegsrunde setzte sich Pipinsried gegen die zweite Mannschaft Greuther Fürths in zwei Spielen durch. Auch in der Regionalliga gehörte er weiterhin zum Stammpersonal des Klubs.
Im Sommer 2018 wechselte er erneut in die Bayernliga Süd und schloss sich Türkgücü München an. Sein erstes Spiel für München machte er am 18. Juli 2018 beim 4:1-Sieg gegen den TSV Kottern. Beim 2:2 gegen Nördlingen schoss er sein erstes Tor für die Münchner. Mit Türkgücü stieg er in der Saison 2018/2019 ebenfalls in die Regionalliga Bayern auf. In der Saison 2019/2020 schaffte er mit Türkgücü München erstmals den Aufstieg in die dritthöchste deutsche Spielklasse. Am 1. November 2020 gab er sein Drittliga-Debüt beim 1:1 gegen Ingolstadt. Er wurde in der 72. Minute für Filip Kusic eingewechselt. Insgesamt kam er in seiner ersten Drittliga-Saison auf 26 Partien.

## Erfolge
FC Pipinsried
- Aufstieg in die Regionalliga Bayern: 2017

Türkgücü München
- Aufstieg in die Regionalliga Bayern: 2019
- Aufstieg in die 3. Bundesliga: 2020